# 桜塚ヤンキース
『桜塚ヤンキース』（さくらづかヤンキース）は、テレビ埼玉（テレ玉）ほかで放送されていたバラエティ番組。製作局のテレ玉では2007年1月19日から同年8月24日まで、毎週金曜 24:00 - 24:30に放送。

## 概要
お笑い芸人の桜塚やっくんがスケバン恐子に扮し、本物のヤンキー女性とともに様々な企画を繰り広げていた深夜番組である。番組公式サイトでは「史上初!ヤンキーバラエティ!!」と謳っていた。桜塚にとっては、これがテレビ初の冠番組となった。

## 出演者
- 桜塚やっくん
- 工藤晴香
- 西田奈津美
- THE CRAZY SKB

## 主なコーナー
- ザ・ディレクター魂
  - 口ゲンカワールドカップ
  - 実験温泉
    - 女性ディレクターが裸で温泉に入る様子を撮る！殿方のための魅惑の湯けむり通信。

  - 二足歩行ロボ男
  - 笑笑TV
- インターネッター

これからはテレビではない、インターネットの時代だと「スピルバーグとルーカスというふたりのインターネッターが作る動画を流す」という設定の番組内独立コーナー。YouTuberという単語のない時代に実験動画、おもしろ動画に挑戦していた。スピルバーグは山本剛史、スピルバーグは清野茂樹が扮する。映像も実際に彼らが編集し、YouTubeにもアップロードしていた。

## スタッフ
- 企画・プロデューサー：山守文雄
- 制作：THE WORKS

## 放送局
2007年春の改編を境にネット局が一気に広まった。
| 放送対象地域   | 放送局               | 系列           | 放送日時           | 放送期間                       | 備考                 |
| -------------- | -------------------- | -------------- | ------------------ | ------------------------------ | -------------------- |
| 北海道         | 北海道放送 (HBC)     | TBS系列        | 木曜 25:25 - 25:55 | 2007年2月15日 - 2007年11月15日 |                      |
| 宮城県         | 東北放送 (TBC)       | TBS系列        | 金曜 25:25 - 25:55 | 2007年9月7日 - 2008年5月23日   |                      |
| 群馬県         | 群馬テレビ (GTV)     | 独立UHF局      | 水曜 25:00 - 25:30 | 2007年4月4日 - 2007年11月7日   | 「総集編 1」まで放送 |
| 埼玉県         | テレビ埼玉 (TVS)     | 独立UHF局      | 金曜 24:00 - 24:30 | 2007年1月19日 - 2007年8月24日  | 製作局               |
| 千葉県         | チバテレビ (CTC)     | 独立UHF局      | 木曜 24:30 - 25:00 | 2007年4月5日 - 2007年9月20日   |                      |
| 神奈川県       | テレビ神奈川 (tvk)   | 独立UHF局      | 水曜 21:00 - 21:30 | 2007年4月18日 - 2007年10月31日 |                      |
| 新潟県         | テレビ新潟 (TeNY)    | 日本テレビ系列 | 水曜 24:56 - 25:26 | 2007年4月4日 - 2007年9月26日   |                      |
| 長野県         | テレビ信州 (TSB)     | 日本テレビ系列 | 水曜 25:26 - 25:56 | 2007年4月4日 - 2007年9月26日   |                      |
| 静岡県         | 静岡第一テレビ (SDT) | 日本テレビ系列 | 土曜 26:20 - 26:50 | 2007年5月 - 2007年9月29日      |                      |
| 香川県・岡山県 | 西日本放送 (RNC)     | 日本テレビ系列 | 木曜 24:56 - 25:26 | 2007年5月3日 - 2007年9月27日   |                      |
| 福岡県         | TVQ九州放送 (TVQ)    | テレビ東京系列 | 土曜 26:10 - 26:40 | 2007年7月21日 - 2007年11月24日 |                      |
| 沖縄県         | 琉球朝日放送 (QAB)   | テレビ朝日系列 | 金曜 25:10 - 25:40 | 2007年4月6日 - 2007年9月21日   |                      |